# おひかえあそばせ
『おひかえあそばせ』は、日本テレビ系列で1971年に放送されたホームコメディドラマ。石立鉄男&ユニオン映画シリーズの第一弾であり、同シリーズの4作目『雑居時代』は本作のリメイクである。

## 概要
定年を控えた池西猪太郎は、狭い団地に娘5人と一緒に暮らしていたが、退職の日に、「フランスに移住するため、一軒家を格安で売りたい」というバイオリニスト・小早川を紹介され、さっそく退職金で購入することに。ただ、この売買には、小早川の子供である薫の部屋だけはそのままにして欲しい、という条件があった。
猪太郎は薫を女性だと思い込みその条件を呑むが、いざ引っ越してみると、薫というのは実は若い男性で、身だしなみを気にしないむさ苦しい風貌の社会派カメラマンだった。これを知り娘たちは一斉に反発する。しかも、一家を切り盛りしている次女の梅子は、大の男嫌いだった。四女の菊枝も偶然に街で薫と喧嘩した因縁があり、家の中は早くも険悪な状態。さらに三女のすみれは柔道の有段者で薫の姿を見るたびに投げ飛ばす。泣き虫の五女・あやめや生意気盛りの末っ子・つぼみを加えた5人娘を薫は「女アパッチ」と呼び、お互い反目しつつ暮らすことになる。その上、結婚した長女のさくらまでしょっちゅう家に戻ってきて、一家はますます混乱するのだった。

## 配役
小早川薫／石立鉄男
新進気鋭の社会派カメラマン。父親（演：十朱久雄）が勝手に家を売り払ったため、自分の家に居候している。池西家の姉妹とは対立しつつも、次第に交流を深めていく。自由人の父親とはお互いの生活に干渉しない主義。29歳。猪太郎の再就職先の秘密を梅子にだけばらして運命共同体となる。最終話で幽霊騒ぎで転んで梅子に抱き着き、そのまま告白しかけるも発展せずに終わるが、自分の部屋は帰国まで梅子に託すとまで言う。
菊枝からは、雑誌のカメラマンのバイトを紹介され、後には日本一周の取材企画に誘われいい関係になる。世話になった先輩から半年のニューギニアの撮影旅行を紹介されて雑誌社の企画を断るも、菊枝からはキスをもって勧奨され、屋敷と日本を離れる。
池西猪太郎／大坂志郎
フランスへ移住する薫の父親から、退職金で家を購入する。同居する薫を女性だと思い込んでいた。駐車場の整理員として再就職し、6人の娘の幸せを願う良き父親。途中までは、知り合いの会社の監査役になったとうそぶいていたが、車上荒らしを捕まえたのが夕方のニュースになって、家族の知るところとなる。大下のおばさんとの再婚の話も来るが断ることに。 放送当時、大坂は父親役として人気があり、本作でもクレジットはトップ扱い。オープニングの映像も中心に描かれていた。
桜井さくら／富士真奈美
池西家の長女。結婚して家を出ているが、頻繁に実家に寄りつく。ケチでヒステリーの気があり、妹たちからうるさがられている。妹たちからは「おっきいねえちゃん」と呼ばれる。後半で妊娠が判明する。
池西梅子／宮本信子
次女。宝石デザイナー。喫煙者。しっかり者で妹たちからは「キャップ」と呼ばれ慕われている。男性アレルギーで、薫とは喧嘩ばかりしているが…。芸術家としては尊敬している。父親の再就職先の秘密を打ち明けられ、薫のことを好意的に扱うようになり、気になる存在となる。 8話でいきなり髪型が変ったが、後の話で姉妹たちからもいじられる。仕事に専念したいと考えているが、妻を亡くした中年男の後添えを紹介されたり、あやめの学友の姉を自殺に追い込んだ金持ちを紹介されたり、桜井からはイヤミな金持ちを紹介されたり、さんざんな目に遭う。薫とは、9話で後輩の結婚指輪のデザインを頼まれるなどいい雰囲気になり、最終話では告白されかける。しかし薫を見送った後、取材旅行から帰った菊枝と二人で薫のことを想いつつ、空を見上げて幕が閉じる。
池西すみれ／嘉手納清美
三女。OL（受付嬢）。大雑把で男性的。性格はおっとりしているが柔道の有段者で、薫をいつも投げ飛ばし、稽古でも大下を圧倒する程の実力の持ち主。妹たちからは「デカねえちゃん」と呼ばれる。
柔道仲間の大下が好きだともじもじ告白しても頑なに拒否していたが、最終話でみせた毅然とした物言いに愛を告白し、婚約した。
池西菊枝／岡田可愛
四女。出版社勤務のお茶くみ、電話番。男友達（杉山元）をアッシー扱いでこき使う現代っ子。妹たちからは「ちっちゃいねえちゃん」と呼ばれる。次女・梅子と同じく勝気なところがあり、薫と喧嘩ばかりしているが…。序盤で薫が好きだと何気なく梅子に告白している。写真の腕を見込んで薫を勤め先に紹介したあと、日本各地の取材旅行に二人でいく企画を通す。しかし薫が外国への取材を優先して降りたため、一人旅に出かけるはめになる。そのため薫の見送りにも行けなかったが、梅子に励まされて帰国を待つ。
池西あやめ／鳥居恵子
五女。演劇部に所属する女子大生で、猫を飼っている（名前はチャミ）。繊細な心の持ち主で、「ベソ」と呼ばれる泣き虫。終盤でドライブインでバイトをするが、そこの同僚の兄が車で薫のカメラを轢いて壊してしまうなど、友人との交遊がストーリーの発端となる回で活躍する。
池西つぼみ／津山登志子
末っ子の六女。生意気盛りのおませな中学生。団地時代は押し入れがベッド替わりだったが、新居では五女・あやめと同じ部屋で、泣き虫の姉の良き相談相手となっている。薫の最初の味方となる。愛称は「チビ」。
桜井／山崎唯
さくらの夫。車のセールスマン。軽薄かつ浮気性でさくらの怒りを買って家を追い出されたり、尻に敷かれたりしているが、結構夫婦仲はいい。
大下／山本紀彦
第3回から出演。すみれが間違って隣駅で降りて見つけた柔道場で知り合った師範代。すみれにぞっこんで、薫ともあることから知り合いになり池西家に出入りするようになる。最終話ですみれと結ばれる。
薫が梅子のことを好きだと気が付いている。

## スタッフ
- 企画：小坂敬（日本テレビ）
- プロデューサー：増井正武（ユニオン映画）、吉川斌（日本テレビ）
- 脚本：松木ひろし、津田幸夫
- 音楽：大野雄二
- 撮影：西山誠
- 照明：嶋田宣代士
- 美術：河村寅次郎
- 編集：祖田富美夫
- 録音：森武憲
- 色彩計測：黒須健雄
- 助監督：丸山豊（ユニオン映画）
- 記録：中尾寿美子
- タイトル：土屋昭雄、豊島弘尚
- 美術：東和美術
- 装飾：高津映画装飾
- アフレコ・ダビング・ネガ録音（リレコーディング）：映広音響
- 衣装：東京衣装
- 現像所：東洋現像所（現IMAGICA）
- 制作担当：山本剛正（ユニオン映画）
- 衣装協力：イトキングループ
- 洋カツラ協力：フランソワ
- 監督（演出）：千野皓司、梅谷茂
- 制作：ユニオン映画

## 放映リスト
| 話数 | 放送日 （1971年） | サブタイトル         | 脚本       | 監督     | ゲスト                       |
| ---- | ----------------- | -------------------- | ---------- | -------- | ---------------------------- |
| 1    | 4月7日            | 勢揃い花の六人衆     | 松木ひろし | 千野皓司 | 十朱久雄、ジャイアント吉田   |
| 2    | 4月14日           | わが家の番外地       | 松木ひろし | 千野皓司 | 八代英太、石井富子、桂小かん |
| 3    | 4月28日           | 居候仁義             | 松木ひろし | 千野皓司 | 真山譲次                     |
| 4    | 5月26日           | オレは好奇心の強い男 | 松木ひろし | 千野皓司 | 澄川透                       |
| 5    | 6月16日           | 蛇の道はヘビ         | 松木ひろし | 梅谷茂   | 横山道代、新倉博             |
| 6    | 6月30日           | 匂うばかりに         | 松木ひろし | 梅谷茂   | 柴田侊彦                     |
| 7    | 7月21日           | 男でありたい         | 松木ひろし | 梅谷茂   | 浅茅しのぶ、石井富子         |
| 8    | 7月28日           | ビールス野郎の大逆襲 | 津田幸夫   | 梅谷茂   | 工藤堅太郎                   |
| 9    | 8月4日            | カラスとスズメ       | 松木ひろし | 千野皓司 | 津村秀祐、貝塚みさ子         |
| 10   | 8月18日           | 結婚してもらいます   | 津田幸夫   | 千野皓司 | 高見エミリー、十朱久雄       |
| 11   | 9月8日            | 燃えて来た男         | 松木ひろし | 千野皓司 | 川地民夫                     |
| 12   | 9月15日           | エビとカニ           | 津田幸夫   | 千野皓司 | 塩島昭彦、青木伸子           |
| 13   | 9月22日           | 南の空へさようなら   | 松木ひろし | 千野皓司 | 藤木孝                       |

## 映像ソフト
DVD-BOXは2012年5月、Blu-rayは2019年12月に、いずれもベストフィールドから発売。